# Lysiphragma epixyla
Lysiphragma epixyla är en fjärilsart som beskrevs av Edward Meyrick 1888. Lysiphragma epixyla ingår i släktet Lysiphragma och familjen äkta malar. Inga underarter finns listade i Catalogue of Life.